# Henoc (fill de Caín)
En el capítol quart del llibre del Gènesi, Henoc (en hebreu חֲנוֹךְ בן-קין Hănōk ben Qayin i en àrab إدريس بن قابيل Akhanukh ibn Kabil) és el fill de Caín i pare d'Irad. També és el nom d'una ciutat fundada per Caín en honor del seu fill.
Segons una tradició apòcrifa jueva, un descendent seu anomenat Tubal-Caín va assassinar per error el seu pare Caín, el fill malvat d'Adam. Quan Tubal-Caín va dir-li-ho al seu pare Lèmec, aquest el va matar a ell. Aleshores, Hanoc va veure horroritzat com la terra s'esberlava i s'empassava el seu fill Irad, el seu net Mehuiael i el seu besnet Metuixael.